# Gulgrå ullört
Gulgrå ullört (Filago lutescens) är en växtart i familjen korgblommiga växter. 